# Дани Оскар Гарсија
Дени Оскар Гарсија (енгл. Danny Oscar García; рођен 20. марта 1988) је амерички професионални боксер порториканског порекла. Тренутно рангиран 2# велтер категорије од стране ВБЦ уједињења ВБА-а (супер), часописа Прстен и ВБЦ шампион велтер категорије.

## Детињство и младост
Гарсија је рођен у Северној Филаделфији од мајке из Баиамона, Порторико и оца Ангела Гарцие пореклом из Нагуабо, Порторико, који је такође био боксер. Његов отац је био тај који га је упознао са боксом, водећи га у Филаделфији у ХАРОВГЕЈТ боксерски клуб када је имао десет година, минимална старосна граница дозвољена локалним законом за малолетно лице да тренира. Његов отац је тада био његовог први бокс тренер. Пошто је одрастао у граду са другом по величини порториканском заједницом у Сједињеним Америчким Државама, Гарсиа поистоветио са својим наслеђем, наводећи рано у својој каријери жељу да постане "следећи велики Порториканац боксер". Гарсија се дивио бокс дворани Фамера Карлоса Ортиза као његовог омиљеног боксера и сматра борбу Ортиза против Лени Матхевса у Филаделфији међу најупечатљивијим којима је икада присуствовао.

## Аматерска достигнућа
- 2006 САД првак;
- 2005 шампион Тамер турнира;
- 2005 Испод-19 национални шампион.

## Професионална каријера

### Светлост велтер категорије
Гарсиа је своју професионалну борбу имао новембра 17, 2007, у Боргати Хотел Касино у Атлантик Ситију, Њу Џерзи против Мајк Денбија. Он је отворио меч задавањем моћних удараца, али била је то кратка десница које је послала Денбија на панел. Друга десница је бацила Денбија поново доле у неутрални угао. Гарсиа се преселио у став за нокаут и послао Денбија доле трећи и последњи пут са комбинацијом десно-лево.
У својој петој професионалној борби, Гарсиа се борио против Гвадалупе Диаза, 19. априла 2008. године, на Томас & Мак центеру у Лас Вегасу. Он је овредио Диаза рано у борби са гомилом од удараца. Судија је био приморан да прекине борбу након што је Диаз био на климавим ногама.
Гарсиа је преживео тешку борбу са Ешли Тхепхане у фебруару 2010. године, долази са подељеном одлуком победе. Гарсиа је нокаутирао увелог ривала Мајка Арнаоутиса четири круга касније у току године. У свом следећем такмичењу одржаном у априлу 2011. године, он је поразио бившег осветника лаке категорије Нејта Кембела. Гарциа је 15. августа 2011. године освојио упражњено НАБО Јр велтер категорије појас у Лос Анђелесу борећи се на ХБО ППВ-а ундеркарт Хопкинса против Давсона, на подељеној одлуци око бившег шампиона Кендал Холта.

#### Премијер бокс шампиона Гарсиа против Питерсона
Дана 14. јануара 2015. НБЦ је најавио партнерство са Премиер Боксинг Шампионат за премијум туче на телевизији. Саопштено је да ће се Дени Гарсија борити против Ламонт Питерсона 11. априла 2015 у НБЦ у ударном термину. Борба је била у Баркалис центру у Бруклину, Њујорку. Веома очекивана борба између Гарсие и Питерсона за услов је имала 143 килограма тежине и било је то такмичење без титуле. Оба борци су имали нешто да докажу тек што је Гарсиа имао изузетно тежак борбу са Маурициом Хереиром и Питерсон је још увек опорављао од нокаут губитка за Лукас Матиесом у 2013. На почетку рундама Питерсон је био веома одбрамбен и покушвао да престрави Гарсију са својим непријатним стилом. Гарсија је био ужурбанији борац првих четири или пет рунди бацајући и задајући више удараца, иако је имао проблема задајући чисте ударце Петерсону. Оба боксера су се смењивала места, Гарсија задајући комбинације тешке за тело, Питерсон задајући кратке диреке и задајући чисте појединачне моћне ударце. Питерсонова величина и атлетске способности дозвољавале су му да остане у борби, чак лелујајући се услед озбиљних Гарсијиних удараца у тело и лице. Петерсон је изгледало јако ишавши у рунди 10, 11, 12, али је напустио рунду десет у потпуности. Гарсија је одржавао стабилан напад у последње три рунде борбе, док је Питерсон почело да напредује и бацао је све што је имао (могућа сумња да је заостаје). Упркос веома јаком излагању од Питерсона, Гарсији је додељена већинска одлука са резултатима 114-114, 115-113, 115-113 И Питерсон и Херера показали су да Гарсијев леви кроше, док је тачан и немилосрдан, неће га самог довести до првенства велтер категорије.

### Велтер категорија

#### Главни бокс шампион Гарсија против Малигнагија
Дана 1. августа 2015. године, Гарсија је свој велтер деби добио против Поли Малигнагија у Барклајс центру, Бруклин у премијер бокс шампионату а борба је приказана на ЕСПН-у. Гарсија је освојио борбу са девете рунде техничким нокаутом у 2:22 рунде. Гарсија притиснуо темпо раније, пролазећи кроз Малигнагиним кратким ударцима и цилјајући главу и тело са обе руке, нарочито са десницом. Малигнаги је био посечен изнад десног ока до треће рунде и имао велику масницу испод десног ока у шестој и био избијен од неколико огромних Гарсијиних удараца. Малигнаги је и даље примао батине на 2:22 на скали до девет, када га је судија Артур Мекант млађи примио у наручју и сигнализирао крај.

#### Главни бокс шампион Гарсија против Герера
Најављено је да ће 24. новембра 2015 Гарсија суочити са Робертом Герером 23. јануара 2016 у Стаплес Центеру у Лос Анђелесу у премијер бокс шампионату у ПБЦ очекиваној борби која ће бити емитована на ФОКС каналу што ће бити први велики догађај ПБЦ да се емитује на мрежи.

## Признања и награде
Он је именован 2013 године у Филаделфији као професионални спортиста године од стране Филаделфијског спортског удружења књижевника.